# كفر الدبوسي
قرية كفر الدبوسي هي إحدى القرى التابعة لمركز شربين في محافظة الدقهلية في جمهورية مصر العربية. حسب إحصاءات سنة 2006، بلغ إجمالي السكان في كفر الدبوسى 12205 نسمة، منهم 6066 رجل و 6139 امرأة.

## التاريخ
قرية كفر الدبوسي من القرى القديمة، حيث وردت باسم «منية دبوس» في أعمال الدنجاوية ضمن قرى الروك الصلاحي التي أحصاها ابن مماتي في كتاب قوانين الدواوين، كما وردت باسم «منية دبوس» في أعمال الغربية ضمن قرى الروك الناصري التي أحصاها ابن الجيعان في كتاب «التحفة السنية بأسماء البلاد المصرية». وفي العصر العثماني وردت باسم «منية دبوس» في التربيع العثماني الذي أجراه الوالي العثماني سليمان باشا الخادم في عصر السلطان العثماني سليمان القانوني ضمن قرى ولاية الدقهلية، وفي تاريخ 1228هـ/1813م الذي عدّ قرى مصر بعد المسح الذي قام به محمد علي باشا باسم «كفر الدبوسي» ضمن قرى مديرية الدقهلية.

## أعلام
- جميل البطوطي.